# Howard Keel
Howard Keel (* 13. April 1919 in Gillespie, Illinois als Harold Clifford Keel; † 7. November 2004 in Palm Desert, Kalifornien) war ein US-amerikanischer Schauspieler und Sänger.

## Leben und Karriere

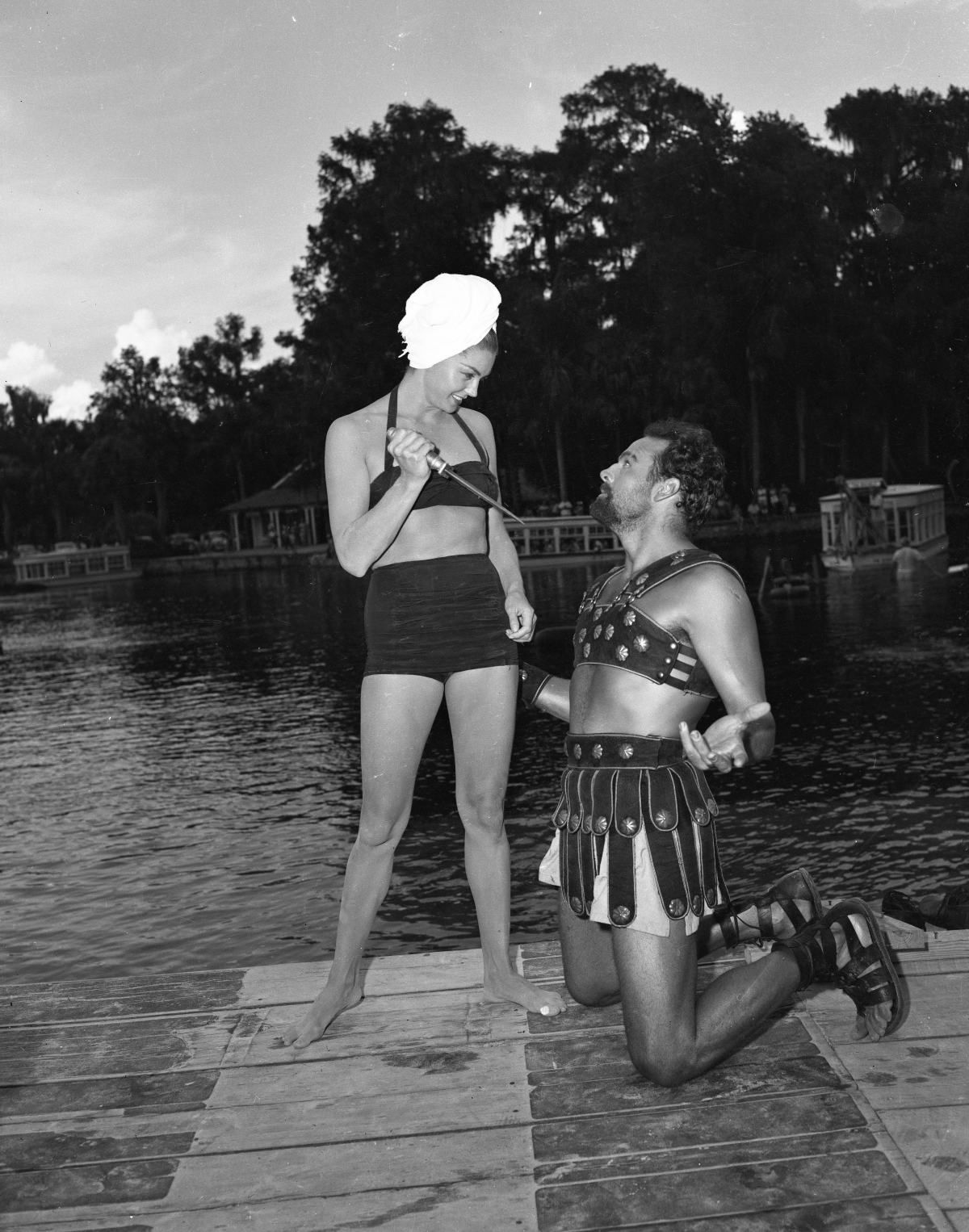
Howard Keel mit Esther Williams 1954 am Filmset bei Jupiters Liebling

Howard Keels Vater, ein Bergarbeiter, starb bereits früh und er wurde von seiner alleinerziehenden Mutter in Kalifornien aufgezogen. Als junger Erwachsener arbeitete er zunächst als Reisevertreter für den Flugzeugkonzern Douglas Aircraft Company, wo er die anderen Mitarbeiter mit Gesangseinlagen unterhielt. Er folgte schließlich seinem lang gehegten Traum, eine Gesangskarriere einzuschlagen, und begann seine Karriere in den 1940er-Jahren in Broadway-Musicals. Sein Filmdebüt machte er 1948 mit einer Schurkenrolle in dem britischen Streifen The Small Voice, den er während seines Aufenthaltes mit dem Musical Oklahoma! in London drehte.
Keel wurde Anfang der 1950er-Jahre einem breiten US-Publikum als Musicaldarsteller bekannt. Er sang in Film-Musicals wie Mississippi-Melodie, Eine Braut für sieben Brüder und Küß mich, Kätchen! die Baritonstimme. Er hatte bekannte US-Schauspielerinnen und Sängerinnen als Filmpartnerinnen wie Betty Hutton, Esther Williams, Kathryn Grayson, Jane Powell, Ann Blyth und Doris Day. Nach einer erfolgreichen Reihe an Filmen ließen die Angebote gegen Ende der 1950er-Jahre nach, auch da das Genre des Filmmusicals allgemein weniger beliebt wurde. Daraufhin übernahm er auch Fernsehrollen und spielte in den 1960ern in einigen Western, beispielsweise Waco (1966) und Red Tomahawk (1967). In Die Gewaltigen (ebenfalls 1967) hatte er eine Nebenrolle als Indianer an der Seite von John Wayne und Kirk Douglas.
In den 1970er-Jahren stand Keel fast nicht mehr vor der Kamera, stattdessen tourte er mit Musicalstücken und trat als Nachtclubsänger in Las Vegas auf. Dem deutschsprachigen Publikum wurde er insbesondere durch die Fernsehserie Dallas bekannt. Darin spielte er zwischen 1981 und 1991 in der Rolle des Clayton Farlow den späteren Ehemann von Ellie Ewing. Diese Rolle bedeutete ein Comeback für Keel, der in dieser Zeit auch in weiteren Fernsehserien wie Love Boat und Mord ist ihr Hobby als Gastdarsteller auftrat.
Sein Comeback erweiterte sich erstmals auch auf den Plattenmarkt: 1984 erschien in Europa das Studioalbum And I Love You So, das in Großbritannien ein großer Erfolg wurde und Platz sechs in den Charts erreichte. Auch in Deutschland und in den Niederlanden schaffte Keel den Sprung in die Charts. In den USA und Kanada erschien das Werk unter dem Titel With Love: For Yesterday, Today & Tomorrow mit geänderter Titelreihenfolge. Die Alben Reminiscing - The Howard Keel Collection (1985) und Just for You (1988) waren zwar nicht ganz so erfolgreich, erreichten aber ebenfalls die britischen Charts. Außerdem tourte er regelmäßig durch Großbritannien. 1989 entstand für die BBC das Live-Album Live in Concert.
Neben seiner Schauspiel- und Gesangskarriere amtierte er von 1958 bis 1959 als Präsident der Schauspielgewerkschaft Screen Actors Guild. Keel starb im Alter von 85 Jahren an Darmkrebs. Er war Vater von vier Kindern und dreimal verheiratet, zuletzt von 1970 bis zu seinem Tod mit der Stewardess Judy Magamoll. Einer von Keels Enkeln ist der Schauspieler Bodie Olmos.

## Auszeichnungen
Für seine Verdienste um das amerikanische Musical wurde er 2000 mit dem höchsten Preis des Fort Lauderdale International Film Festivals (Lifetime Achievement Award For Musical Cinema Achievements) geehrt. Bereits 1960 hatte er einen Stern auf dem Hollywood Walk of Fame erhalten.

## Filmografie (Auswahl)
- 1948: Die Stimme des Gewissens (The Small Voice)
- 1950: Duell in der Manege (Annie Get Your Gun)
- 1950: Liebeslied auf Tahiti (Pagan Love Song)
- 1951: Colorado (Across the Wide Missouri)
- 1951: Der Cowboy, den es zweimal gab (Callaway Went Thataway)
- 1951: Mississippi-Melodie (Show Boat)
- 1951: Karneval in Texas (Texas Carnival)
- 1952: Männer machen Mode (Lovely to Look At)
- 1952: The Hoaxters (Stimme)
- 1953: Verwegene Gegner (Ride, Vaquero!)
- 1953: Schwere Colts in zarter Hand (Calamity Jane)
- 1954: Tief in meinem Herzen (Deep in My Heart)
- 1953: Küß mich, Kätchen! (Kiss Me Kate)
- 1954: Eine Braut für sieben Brüder (Seven Brides for Seven Brothers)
- 1954: Rose Marie
- 1955: Jupiters Liebling (Jupiter’s Darling)
- 1955: Kismet
- 1958: Flut der Furcht (Floods of Fear)
- 1959: Der Fischer von Galiläa (The Big Fisherman)
- 1961: Panzer nach vorn (Armored Commando)
- 1962: Blumen des Schreckens (Day of the Triffids)
- 1966: Wyoming-Bravados (Waco)
- 1967: Der blutige Westen (Red Tomahawk)
- 1967: Die Gewaltigen (The War Wagon)
- 1968: Die Wegelagerer (Arizona Bushwhackers)
- 1981–1991: Dallas (Fernsehserie, 265 Folgen)
- 1981/1983: Love Boat (Fernsehserie, 2 Folgen)
- 1991: Mord ist ihr Hobby (Fernsehserie, Folge Falsches Spiel)
- 1994: Hart aber herzlich – Tod einer Freundin (Hart to Hart: Home Is Where the Hart Is) (Fernsehfilm)
- 1995: Walker, Texas Ranger (Fernsehserie, Folge Blue Movies)
- 2002: My Father’s House

## Diskografie

### Alben
| Jahr | Titel                                                                                         | Höchstplatzierung, Gesamtwochen, AuszeichnungChartplatzierungen (Jahr, Titel, Platzierungen, Wochen, Auszeichnungen, Anmerkungen) | Höchstplatzierung, Gesamtwochen, AuszeichnungChartplatzierungen (Jahr, Titel, Platzierungen, Wochen, Auszeichnungen, Anmerkungen) | Höchstplatzierung, Gesamtwochen, AuszeichnungChartplatzierungen (Jahr, Titel, Platzierungen, Wochen, Auszeichnungen, Anmerkungen) | Anmerkungen |
| Jahr | Titel                                                                                         | DE | UK | US | Anmerkungen |
| ---- | --------------------------------------------------------------------------------------------- | --- | --- | --- | --- |
| 1950 | Annie Get Your Gun                                                                            | — | — | US1 (49 Wo.)US | mit Betty Hutton und the MGM Studio Orchestra                                                                                                   |
| 1951 | Selections from the MGM Technicolor Film „Pagan Love Song“                                    | — | — | US9 (4 Wo.)US | mit Esther Williams mit Adolph Deutsch und the MGM Studio Orchestra                                                                             |
| 1951 | Selections from the MGM Technicolor Film „Show Boat“                                          | — | — | US2 (52 Wo.)US | mit Kathryn Grayson, Ava Gardner mit the MGM Studio Orchestra                                                                                   |
| 1952 | Selections from the MGM Technicolor Film „Lovely to Look At“                                  | — | — | US2 (22 Wo.)US | mit Kathryn Grayson, Red Skelton mit Carmen Dragon und The MGM Studio Orchestra                                                                 |
| 1953 | Rose Marie – Recorded directly from the Sound Track of the MGM Color Glory Musical            | — | — | US4 (30 Wo.)US | mit Ann Blyth und Fernando Lamas mit Georgie Stoll und the MGM Studio Orchestra                                                                 |
| 1953 | Calamity Jane                                                                                 | — | — | US2 (28 Wo.)US | mit Doris Day mit Ray Heindorf und his Orchestra                                                                                                |
| 1954 | Kiss Me Kate – Recorded Directly from the Sound Track of the MGM Color Musical                | — | — | US7 (3 Wo.)US | mit Kathryn Grayson, Ann Miller, Keenan Wynn, Bobby Van, James Whitmore, Tommy Rall und Bob Fosse mit André Previn und the MGM Studio Orchestra |
| 1954 | Selections from the Sound Track of the MGM CinemaScope Film „Seven Brides For Seven Brothers“ | — | — | US2 (32 Wo.)US | Jane Powell mit Adolph Deutsch und the MGM Studio Orchestra                                                                                     |
| 1984 | And I Love You So                                                                             | DE42 (4 Wo.)DE | UK6 (19 Wo.)UK | — | |
| 1985 | Reminiscing – The Collection                                                                  | — | UK20 Gold · (12 Wo.)UK | — | |
| 1988 | Just For You                                                                                  | — | UK51 (5 Wo.)UK | — | |

grau schraffiert: keine Chartdaten aus diesem Jahr verfügbar